# The Passover Plot
The Passover Plot è un film drammatico del 1976  dal libro omonimo del 1965 di Hugh J. Schonfield, diretto da Michael Campus e interpretato da Zalman King nei panni di Yeshua (Jesus), Harry Andrews, Hugh Griffith, Dan Hedaya, Donald Pleasence e Scott Wilson.

## Trama
Una setta religiosa, gli zeloti, ruba segretamente il corpo di Cristo per adempiere la profezia della sua resurrezione e radunare la popolazione per permettere l'affermazione della loro causa.